# Nolan Seegert
Nolan Seegert (geb. 11. Juli 1992 in Berlin) ist ein ehemaliger deutscher Eiskunstläufer, der im Paarlauf startete. Mit Minerva-Fabienne Hase wurde er dreimal Deutscher Meister und vertrat Deutschland bei den Olympischen Winterspielen 2022.

## Privates
Nolan Seegert studiert Sportwissenschaft und Biologie an der Humboldt-Universität Berlin. Ab 2017 war er im Dienstgrad Oberstabsgefreiter Soldat in der Sportfördergruppe der Bundeswehr.

## Eiskunstläufer-Karriere

### Einzelläufer
Nolan Seegert, der im Olympiastützpunkt in Berlin-Hohenschönhausen trainiert, hatte 1999 mit dem sportlichen Eiskunstlaufen begonnen. Sein erster Trainer war der frühere deutsche Paarläufer Knut Schubert. Bis zum Jahr 2009 versuchte er als Einzelläufer sein Glück, ohne sich wirklich weiterentwickeln zu können. Deshalb startete er seine Karriere neu als Paarläufer.

### Mit den Partnerinnen Josephine Klinger und Karolin Salatzki
In der Saison 2007/08 trat er erstmals mit Josephine Klinger im Paarlaufen an. Bereits im Folgejahr bildete er mit Karolin Salatzki ein Eiskunstlaufpaar. Mit ihr erreichte er das nächsthöhere sportliche Niveau und debütierte im ISU Junior Grand Prix (JGP). Nach weiteren Wettbewerbsteilnahmen beendeten sie 2010/11 ihre Partnerschaft.

### Mit Partnerin Vanessa Bauer
Mit Vanessa Bauer beteiligte sich Seegert im März 2012 erstmals am International Challenge Cup, wo sie bei den Junioren eine Bronzemedaille gewannen. Im gleichen Jahr traten Bauer/Seegert bei den deutschen Meisterschaften an und gewannen die Junior-Goldmedaille. Nach Ablauf der dritten gemeinsamen Saison trennten sich Bauer und Seegert im gegenseitigen Einvernehmen.

### Mit Partnerin Minerva Hase

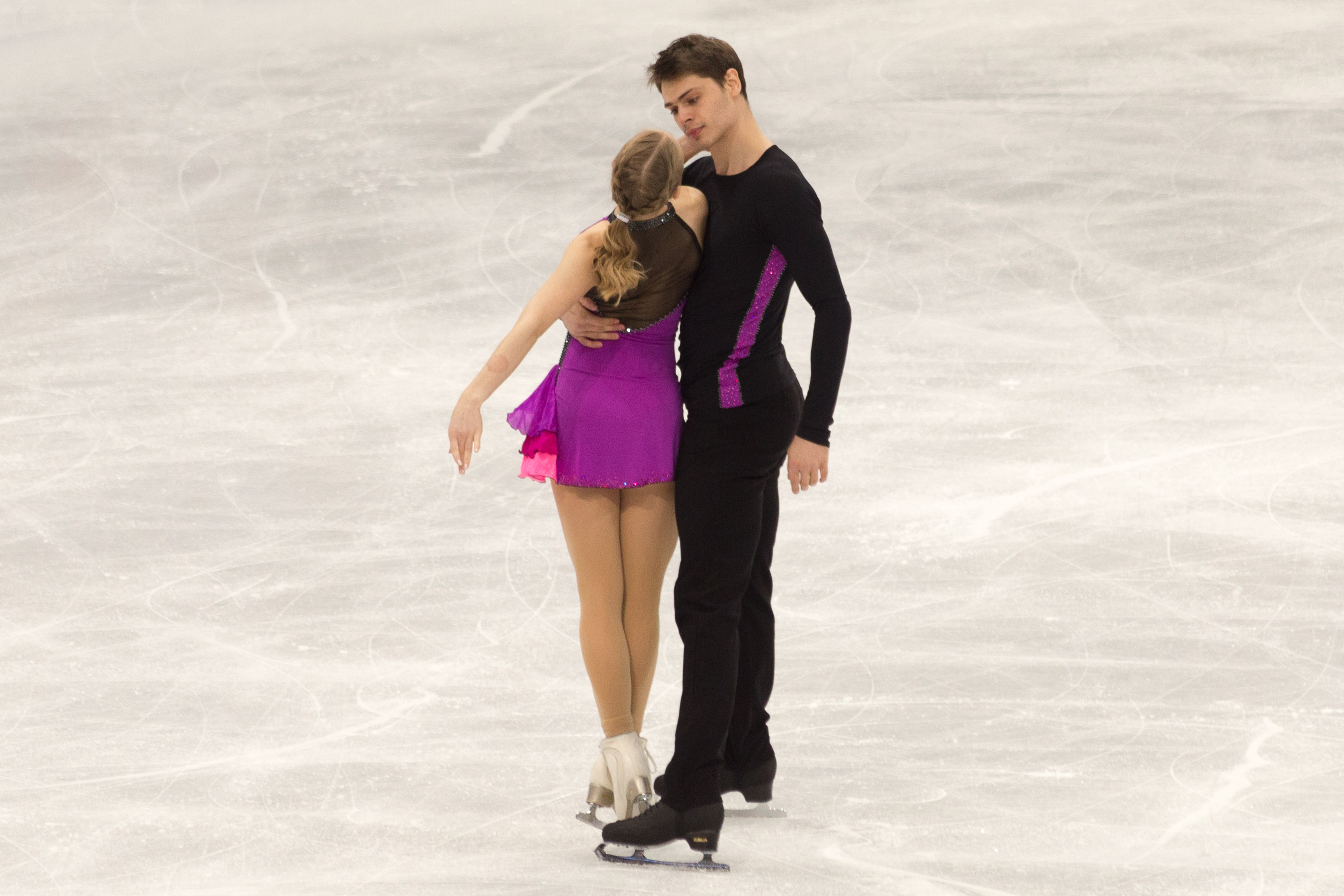
Hase und Seegert
bei den WM 2017

Im Clubstützpunkt fiel ihm die junge Eiskunstläuferin Minerva-Fabienne Hase auf und sie begannen ein gemeinsames Training unter Romy Österreich und dem Russen Dmitri Sawin. Als Choreografen engagierten sie den Belgier Mark Pillay. Nun hatte Seegert aber das Alter zur Teilnahme an Junioren-Wettkämpfen überschritten und sie starteten damit gleich in der Meisterklasse. Ihren ersten gemeinsamen Wettkampf bestritten sie bei der NRW-Meisterschaft, bei der sie den dritten Platz belegten, im Januar 2015 schlossen sie ihre Teilnahme am Mentor Nestlé Nesquik Toruń Cup ebenfalls als Drittplatzierte ab. Noch 2015 nahmen Hase/Seegert an den Europameisterschaften in Stockholm teil und erkämpften einen achtbaren 11. Gesamtplatz (11. nach dem Kurzprogramm und 10. nach der freien Kür). Die erste gemeinsame Saison endete mit der Bronzemedaille beim International Challenge Cup. In der Wintersaison 2015/16 folgten die Teilnahme an der Nebelhorn Trophy (mit einem 6. Platz) und 2016/17 an den deutschen Meisterschaften, die sie wegen einer Verletzung von Hase nicht beenden konnten.
Bis Ende Februar 2019 konnten sie bereits elf internationale Medaillen gewinnen, darunter Bronze bei zwei ISU-Challenger-Series-Veranstaltungen. Sie nahmen an vier ISU-Meisterschaften (ISU Championships) teil sowie an den nationalen Ausscheidungsläufen zur Teilnahme an den Olympischen Winterspielen 2018. Bei letzterem haben sie die Qualifikation nicht geschafft, weil sie wegen Verletzung ausschieden.
Das Eislaufpaar vertrat Deutschland bei den Eiskunstlauf-Weltmeisterschaften 2019, zusammen mit den Läufern Annika Hocke und Ruben Blommaert. Sie erreichten den 13. Platz, Hocke/Blommaert den 14. Platz. So konnten sie gemeinsam wiederum zwei deutschen Paaren die Teilnahme an den nächsten Weltmeisterschaften sichern.
2019 gewannen sie erstmals die Deutschen Meisterschaften im Eiskunstlauf in Stuttgart im Paarlauf 2018/19, nachdem sie sich im Vorjahr noch Aljona Savchenko und Bruno Massot geschlagen geben mussten. Savchenko/Massot nehmen jedoch seit der Wintersaison 2018/19 an keinen internationalen Wettkämpfen (mehr) teil. Bei den Eiskunstlauf-Europameisterschaften 2019 in Minsk belegten Hase/Seegert den sechsten Platz.
Im Herbst 2019 gewannen sie die Bronzemedaille bei dem Grand Prix Cup of Russia. 2020 verteidigten sie ihren Deutschen Meistertitel in Oberstdorf.
Im Februar 2021 erlitt Seegerts Partnerin im Training einen Riss der Syndesmose. Das bedeutete das Saison-Aus für Hase und dem Paar blieb damit eine Teilnahme bei den Eiskunstlauf-Weltmeisterschaften 2021 in Stockholm versagt. Die Europameisterschaften in Zagreb waren aufgrund der COVID-19-Pandemie abgesagt worden.
Ab Sommer 2021 trainierte das Paar in Sotschi bei Trainer Dmitri Sawin. Sie erhielten zwei Einladungen in die Grand-Prix-Serie, wo sie einen 5. und einen 7. Platz belegten. 2022 gewannen sie zum dritten Mal die Deutschen Meisterschaften. Bei den Europameisterschaften 2022 wurden sie 8.
Als einziges deutsches Paar konnten sich Hase und Seegert für die Olympischen Winterspiele 2022 qualifizieren. Kurz nach der Ankunft in Peking wurde Seegert positiv auf COVID-19 getestet und konnte deshalb nicht am Teamwettbewerb teilnehmen. Da kein zweites deutsches Paar qualifiziert war, konnten sie nicht ersetzt werden, wodurch das deutsche Team Punkte verlor und auf dem vorletzten Platz landete. Zum individuellen Wettbewerb war Seegert wieder genesen, hatte aber zehn Tage Training verpasst. Hase und Seegert belegten den 14. Platz im Kurzprogramm und konnten sich damit knapp für die Kür qualifizieren. In der Kür machten sie zahlreiche Fehler – unter anderem musste Seegert zwei Hebungen abbrechen – und fielen auf den 16. Platz.
Infolge des russischen Überfalls auf die Ukraine unmittelbar nach den Olympischen Spielen konnten Hase und Seegert nicht nach Sotschi zurückkehren, da Russland ihnen die Einreise verweigerte; kurz darauf verbot das Bundesministerium der Verteidigung den Mitgliedern der Sportfördergruppe der Bundeswehr, an Training und Wettkämpfen in Russland teilzunehmen. Hase und Seegert verlegten ihren Trainingsstandort nach Bergamo und wurden von Sawin online betreut. Bis zu den Weltmeisterschaften 2022 konnten sie ihren Trainingsrückstand aufholen und erreichten mit der Bestleistung ihrer gesamten Karriere den 5. Platz.
Im Sommer 2022 gaben Hase und Seegert das Ende ihrer gemeinsamen Karriere bekannt. Hase wollte ihre Karriere mit einem anderen Partner fortsetzen. Seegert suchte ebenfalls nach einer neuen Partnerin. Im Januar 2023 gab er bedauernd bekannt, keine passende Partnerin gefunden zu haben, weshalb er seine Wettbewerbskarriere beende. Er wolle in Zukunft als Trainer tätig bleiben und stieg in die Betreuung der Junior-Sportpaare am Olympiastützpunkt in Berlin ein.

## Statistik (Erfolge, Auswahl)
| International                                                  | International | International | International | International | International | International | International | International |
| Wettbewerbssaison, Platzierungen                               | 2014–15       | 2015–16       | 2016–17       | 2017–18       | 2018–19       | 2019–20       | 2020–21       | 2021–22       |
| -------------------------------------------------------------- | ------------- | ------------- | ------------- | ------------- | ------------- | ------------- | ------------- | ------------- |
| Olympische Winterspiele                                        |               |               |               |               |               |               |               | 16.           |
| WM                                                             |               |               | 19.           |               | 13.           | q/A           | WD            | 5.            |
| EM                                                             | 11.           |               | 12.           |               | 6.            | 5.            | q/A           | 8.            |
| GP NHK Trophy                                                  |               |               |               |               |               |               |               | 7.            |
| GP Skate Canada                                                |               |               |               |               |               |               |               | 5.            |
| GP Cup of Russia                                               |               |               |               |               |               | 3.            |               |               |
| GP Trophée Eric Bompard                                        |               |               |               |               | 7.            | 7.            | q/A           |               |
| GP Skate America                                               |               |               |               |               | 5.            |               |               |               |
| CS Finnland-Trophy                                             |               |               | 7.            | 8.            |               |               |               | 7.            |
| CS Golden Spin                                                 |               |               |               |               | 4.            | 3.            |               |               |
| CS Ice Star                                                    |               |               |               | 4.            |               |               |               |               |
| CS Nebelhorn Trophy                                            |               | 6.            | 6.            |               | 4.            | 5.            | WD            | 1.            |
| CS Tallinn Trophy                                              |               | 6.            |               |               |               |               |               |               |
| CS Warsaw Cup                                                  |               |               | 3.            | 3.            |               |               |               |               |
| Bavarian Open                                                  |               | 2.            |               |               |               |               |               |               |
| Challenge Cup                                                  | 3.            |               |               |               | 1.            |               |               |               |
| Cup of Nice                                                    |               | 4.            |               |               |               |               |               |               |
| Tirol-Pokal                                                    |               |               | 3.            |               |               |               |               |               |
| MNNT Cup                                                       | 3.            |               | 4.            |               |               |               |               |               |
| NRW Trophy                                                     | 3.            | 1.            | 1.            |               |               |               | 2.            |               |
| Sarajevo Open                                                  |               | 2.            |               |               |               |               |               |               |
| National                                                       |               |               |               |               |               |               |               |               |
| DM                                                             | 2.            | 3.            |               | 2.            | 1.            | 1.            | A             | 1.            |
| q = qualifiziert; WD = Zurückgezogen; A=Wettbewerb ausgefallen |               |               |               |               |               |               |               |               |